# 大沙镇 (四会市)
大沙镇，是中华人民共和国广东省肇庆市四会市下辖的一个乡镇级行政单位。

## 行政区划
大沙镇下辖以下地区：
大沙社区、马房渔业社区、仁马村、陈涌村、富溪村、大沙村、村美村、安平村、岗美村、大布村、马房村、南江村、江民村、隆伏村和隆马村。

## 交通
- 广茂铁路：大沙站